# Гегеншатц, Ули
Ули Гегеншатц (3 января 1971 - 13 ноября 2009) - швейцарский  бейсджампер, парапланерист, парашютист,  скайдайвер, фрифлаер и  скайсёрфер. Совместно с Гансом Арчем первым в мире совершил прыжок с парашютом с горы Маттерхорн.

## Прыжок с горы Маттерхорн
Прыжок был совершён с уступа на высоте 4200 метров. Строго вертикальный участок составлял всего 150 метров, что давало только 2 секунды для раскрытия парашюта.

## Список достижений[5][3]
Ули совершил бейс-прыжки со следующих объектов:
- гора Маттерхорн
- горы Эйгер, Мёнх, Юнгфрау  (в один день)
- Эйфелева башня
- башни Петронас
- виадук Ататюрка (с крыши едущего грузовика)
- башня Санрайз
- вулкан Попокатепетль

В 2008 Ули совершил полёт в вингсьюте над заливом  Голуэй в  Ирландии, преодолев 17 километров за 5 минут 45 секунд. Самолёты локальных авиалиний в среднем тратили на преодоление того же участка  на 75 секунд больше.

## Смерть
11 ноября 2009 года показательный прыжок с 88-метровой башни Санрайз в Цюрихе завершился неудачно. Спортсмен был госпитализирован и 13 ноября скончался
.